# A diktátor (vígszínházi előadás)
A diktátort 2018. október 13-án mutatta be a Vígszínház, ifj. Vidnyánszky Attila főszereplésével. Az előadást Eszenyi Enikő rendezte, a színpadi változat szövegét pedig Vecsei H. Miklós, Vörös Róbert és Eszenyi Enikő készítette.

## Az előadás zenei anyaga
Az előadás zenéjét Kovács Adrián írta, de több idézetet is tartalmaz. Ilyen például a Modern idők című filmben szereplő dal, a Je cherche apres titine, vagy Brahms V. magyar tánca, Wagner Lohengrinjének nyitánya, vagy Verdi Requiemjének Dies irae tétele.

## Az előadás szereplői, közreműködői és alkotói
| Hynkel / A borbély                             | ifj. Vidnyánszky Attila |
| Schultz Hadnagy                                | Wunderlich József       |
| Herr Spejz                                     | Hajduk Károly           |
| Herr Hering                                    | Gados Béla              |
| Hanna                                          | Szilágyi Csenge         |
| Tudósító                                       | Ember Márk              |
| Grűber úr                                      | Lukács Sándor           |
| Grűberné                                       | Igó Éva                 |
| Napaloni                                       | Király Dániel           |
| Napaloniné / Schumaherné                       | Hullan Zsuzsa           |
| Kalapos úr / Pincér / Sovány járőr / Trombitás | Zoltán Áron             |
| Spook / Wagner / Parancsnok / Kibitzen         | Gyöngyösi Zoltán        |
| Titkosügynöknő                                 | Waskovics Andrea        |
| Hilda                                          | Réti Nóra               |
| Szatócs                                        | Viszt Attila            |
| K. kapitány / Magas járőr                      | Ertl Zsombor            |
| Angul katona / Járőr                           | Reider Péter            |
| Anna                                           | Rudolf Szonja           |
| Nővér                                          | Márkus Luca             |
| Ápolónő                                        | Antóci Dorottya         |

### Közreműködők
Ánosi Gábor, Bálint Barna, Bársony Szandra, Forrás Adél, Harangozó Boglárka, Kolozsvári Ádám, Kóbor Balázs, Kurucz Ádám, Tóth Brigitta, Tóth Máté, Safranka-Peti Zsófia, Viola Péter és Vitárius Orsolya

### Zenészek
| zongora, fuvola | Mester Dávid                                 |
| hegedű          | Kiss-Varga Roberta                           |
| nagybőgő        | Gellért-Robinik Péter / Hosszú Kristóf       |
| klarinét        | Kurucz Levente / Szűcs Péter                 |
| trombita        | Rónai Gábor                                  |
| ütő             | Hlaszny Ádám / Tóth Péter / Standovár Mátyás |

### További közreműködők
| Reptetés technika     | Mihály Gábor                  |
| Pirotechnika          | Török Ferenc (pirotechnikus)  |
| Artista oktatók       | Kőműves Tibor és Vincze Tünde |
| Mozgásmester          | Rujsz Edit                    |
| Verekedés             | Balázs László                 |
| Jelmez kivitelező     | Horváth Katalin               |
| Súgó                  | Mészáros Csilla               |
| Ügyelő                | Balázs László, Wiesmeyer Erik |
| A rendező munkatársai | Patkós Gergő                  |
| Szcenika              | Juhász Zoltán                 |
| Világítás             | Csontos Balázs                |
| Zeneszerző            | Kovács Adrián                 |
| Zenei vezető          | Mester Dávid                  |
| Díszlet               | Antal Csaba                   |
| Jelmez                | Pusztai Judit                 |
| Koreográfia           | Bóbis László                  |
| Dramaturg             | Vörös Róbert                  |
| Rendező               | Eszenyi Enikő                 |